# Disteira
Disteira var ett släkte av ormar. Disteira ingick enligt Catalogue of Life i familjen giftsnokar och underfamiljen havsormar.
Arter enligt Catalogue of Life:
- Disteira kingii
- Disteira major
- Disteira nigrocincta
- Disteira walli

Enligt The Reptile Database flyttades alla arter till släktet Hydrophis.